# Делаж, Морис
Шарль-Морис Делаж (фр. Charles-Maurice Delage; 13 ноября 1879, Париж — 19 сентября 1961, там же) — французский композитор, музыкальный критик.

## Биография
Ученик и друг Мориса Равеля. Входил в художественный кружок, группировавшийся вокруг композитора. В творчестве Делажа, отмеченном чертами ориентализма, преобладают инструментальные и камерно-вокальные жанры. Автор музыкально-критических статей.

## Сочинения
- симфоническая поэма «Сказки о море» (1908)
- вокальный цикл «Четыре индийских поэмы» (для сопрано, струнного квартета, квартета духовых инструментов и фортепиано) (1911)
- камерно-инструментальные ансамбли
- пьесы для фортепиано